# Nysted Kirke
Nysted Kirke er en kirke i byen Nysted på Lolland.
Købstaden Nysted er vokset op i bunden af Nysted Nor som en søfartsby og centrum for egnens handel, forsvar og administration. Byen fik en kongelig borg (Ålholm) og et franciscanerkloster i slutningen af 1200-tallet, og det er sandsynligt, at der har eksisteret en kirke før den tid. i 1409 fik byen købstadsrettigheder af kong Erik af Pommern.

## Bygningens historie i hovedtræk
- Den nuværende kirkebygning kan dateres til ca. 1300. Den bestod af et unggotisk langhus på 4 fag med en tresidet korrunding mod øst og et lidt yngre tårn mod vest. På sydsiden findes et tværbygning, der gennem tiderne har tjent som sakristi og gravkapel. Den er muligvis en rest af en ældre kirke, men samtidig med hovedskibet.
- Tårnet blev i 1650 forsynet med det nuværende spir, der var tækket med skifer og bly. Arbejdet blev finansieret ved lån og kredit fra bl.a. rentemester Heinrich Müller. Det blev senere tækket med egespån og i 1935 belagt med kobber.
- Ca. 1643 blev kirken udvidet med et tofags sideskib på nordsiden, sikkert som konsekvens af, at to landsbyer, Vantore og Tågense øst for byen, i 1632 blev indlemmet i sognet. De fik i 1906 eget sogn og egen kirke i Vantore.
- I forlængelse af sideskibet byggedes i 1782 et gravkapel til slægten Raben-Levetzau, der ejede Ålholm.
- Gennem tiden har der ligget nogle andre mindre tilbygninger rundt om kirken. Kirkens nuværende udseende fik den omkring 1864, da den gennemgik en større restaurering ledet af arkitekt Vilhelm Dahlerup.

## Kirkens indre
- Kirken fremtræder i dag ret enkel. Alle vægge er hvide, og der findes kun nogle nyere kalkmalerier på muren under orgelpulpituret.
- Altertavlen stammer fra 1693 i en sen barokstil.
- På nordvæggen hænger et krucifiks fra ca. 1375, et af de få levn fra den katolske tid, hvor det hang i korbuen.
- Det nuværende orgel stammer fra 1857 og er bygget af orgelbygger Gregersen og ombygget i 1944 af orgelbygger Marcussen, men kirken har haft flere orgler. Det ældst kendte var fra før 1665 og blev erstattet af et nyt i 1745. Allerede 1777 måtte det byttes ud med et nyt bygget af Daniel Wroblevsky. Dets facade og enkelte andre dele er genbrugt i det eksisterende orgel.
- Prædikestolen er fra 1605.
- Der findes 4 mindetavler (epitafier) i kirken. Malerier af provst Knud Lerche med kone og af slotsskriver på Ålholm Iver Nielsen med kone og børn er begge malet i 1663 og sandsynligvis af samme mester. De hænger over for hinanden. Under orglet hænger en tavle for kammerråd Heinrich Müller (1661), som tak for hans bidrag til opførslen af kirkens spir. Og en tavle for kammerråd Friedrich Suhr (1780).
- I kirken findes et kirkeskib ophængt i 1835, senere nedtaget og genophængt i 1903.

Hovedartikel: Kirkeskibet i Nysted Kirke

## Præster ifølge tavlen i kirken
| Årstal     | Præst                    | Årstal    | Præst                        |
| ---------- | ------------------------ | --------- | ---------------------------- |
| 1496       | Peder Nielsen            | 1812-1817 | Frederik Vilhelm Volchersen  |
| 1503       | Oluf Erichsen            | 1817-1831 | Johan Ludvig Gottlieb Gesner |
| 1544       | Christiern Lønnborg      | 1832-1840 | Andreas Winge                |
| 1554       | Niels Ulf                | 1840-1844 | Søren Georg Garde            |
| 1572       | Søren Nielsen Bang       | 1844-1848 | Ludvig August Nissen         |
| 1583-1584  | Niels Mule               | 1849-1871 | Thorgejr Gudmundsen          |
| 1584-1593  | Jacob Povelsøn Bager     | 1871-1886 | Carl Emil Christiani         |
| 1593-1618  | Olaf Stud                | 1886-1897 | M.C. Bornemann Nielsen       |
| 1618-1666  | Knud Madsen Lerche       | 1897-1907 | Hakon Victor Graae           |
| 1666-1682  | Olaf Knudsøn Lerche      | 1908-1919 | Johannes Leonard Faartoft    |
| 1682-1695  | Albert Rhold             | 1920-1931 | Peder Eigil Hagen Bang       |
| 1696-1727  | Peder Jensøn Bøgvad      | 1931-1958 | Karl Jensen                  |
| 1727-1745  | Jens Danielsøn Winther   | 1959-1962 | Carl Blem                    |
| 1745-1757  | Peder Ephraim Monrad     | 1963-1980 | Carl Hansen-Jacobsen         |
| 1757-1779  | Daniel Huusfelt          | 1980-1993 | Niels Verner Kejlaa          |
| 1779-1785  | Chr. Frederik Volchersen | 1994-2012 | Jens Christian Nielsen       |
| 1785- 1790 | Thomas Hee               | 2012-     | Ida Støckel Rolle            |
| 1790-1811  | Frants Skow              |           |                              |

## Eksterne kilder og henvisninger
- Wikimedia Commons har flere filer relateret til Nysted Kirke
- Brochure om kirken af sognepræst C Hansen-Jacobsen 1972
- Otto Norn: Danmarks kirker, Maribo Amt b. 1
- Nysted Kirke hos KortTilKirken.dk
- Nysted Kirke hos danmarkskirker.natmus.dk (Danmarks Kirker, Nationalmuseet)
- Nysted Gråbrødreklosters Kirke hos danmarkskirker.natmus.dk (Danmarks Kirker, Nationalmuseet)